# سوميا (البلقاء)
سوميا منطقة سكنية تقع في لواء قصبة السلط، محافظة البلقاء في الأردن. تنتمي المنطقة لقضاء زي الذي يضم 7 مناطق. يقدر عدد سكانها بـ 288 نسمة حسب إحصاء 2015.

## الوصلات الخارجية
- دائرة الاحصاءات العامة